# Oskar Heinroth
Oskar Heinroth (Mainz-Kastel, 1º marzo 1871 – Berlino, 31 maggio 1945) è stato un biologo tedesco, tra i primi ad applicare i metodi della morfologia comparata al comportamento animale, e fu pertanto uno di fondatori dell'etologia.
I suoi vasti studi sul comportamento delle Anatidae (anatre e oche) dimostrò che gli schemi di comportamento istintivo si correlavano con i rapporti tassonomici determinati sulla base delle caratteristiche morfologiche. Scoprì inoltre il fenomeno dell'imprinting, descritto nel XIX secolo da Douglas Spalding, ma che non ebbe seguito a quel tempo. I suoi risultati furono resi popolari da Konrad Lorenz, di cui fu il mentore. Lorenz considerava Heinroth il vero fondatore dello studio sul comportamento animale considerato come una branca della zoologia.
Heinroth iniziò i suoi studi sul comportamento delle anatre e sulle oche mentre lavorava come assistente scientifico dal 1898 al 1913. Successivamente divenne direttore dell'Acquario di Berlino, posto che tenne per oltre trent'anni. Sposò Katharina Berger, un'erpetologa che lavorava presso lo zoo di Berlino.

## Biografia
A causa del vaiolo contratto in età infantile subì un opacamento corneale e lenticolare oltre che una distorsione dell'iride, circostanze alle quali probabilmente era dovuta l'acutezza dell'udito. Studiò biologia a Lipsia, Halle e Kiel, dove conseguì il dottorato in zoologia nel 1895 con uno studio sull'urina del pesci. A Kiel si dedicò estensivamente alla caccia agli uccelli acquatici e litoranei si dedicò all'osservazione delle oche grigie e dei rettili. Trascorse la seconda metà del suo servizio di leva come aiutante di sanità ad Amburgo-Altona e trascorse molto tempo allo zoo, dedicandosi alla dissezione anatomica. Nell'autunno del 1896 si recò a Berlino divenendo assistente volontario allo Zoo e al Museo Zoologico. Qui si dedicò allo studio degli uccelli e dei topi.
Nel 1901 ricevette, dopo il ritorno di Mencke dalla spedizione nell'arcipelago di Bismarck nel 1904, un posto da assistente stipendiato presso lo zoo di Berlino. Già da assistente, riuscì a raccogliere praticamente tutte le anatre europee tra il 1898 e il 1913. Riconobbe nel 1906 alcuni schemi comportamentali nelle anatre. Per esempio la "testa in acqua" è un comportamento innato che viene evidenziato durante il corteggiamento.
Heinroth raffrontò i richiami e i movimenti di diversi cigni e oche durante le fasi del corteggiamento e il nutrimento dei pulcini. Attraverso questi studi pose le fondamenta per le ricerche del comportamento comparato che studia i tratti comportamentali su basi filogenetiche come prima avveniva per i soli caratteri fisici.
Oskar Heinroth notò, tra le altre cose, il peculiare comportamento dei pulcini posti in isolamento e fatti nascere in incubatrice al primo contatto con gli esseri umani. Se successivamente questi pulcini venivano riportati dai genitori questi ultimi non li riconoscevano come loro, ma i pulcini fuggivano verso i genitori adottivi umani. A lui si attribuisce l'invenzione del termine "imprinting".
Successivamente Konrad Lorenz si appropriò di questa terminologia, la popolarizzò e divenne allievo di Heinroth. Nel 1931 scrisse al suo maestro riconoscendogli l'invenzione di una nuova scienza, la "psicologia animale" come branca della biologia. Il nome di questa scienza è oggi quello di etologia o scienza del comportamento comparativo. Oggi pochi sanno che già Douglas Alexander Spalding aveva descritto il fenomeno dell'imprinting nella seconda metà del XIX secolo.
Nel 1904 Heinroth sposò Magdalena Wiebe. Dopo il matrimonio, ella collaborò con lui fino alla morte occorsa nel 1932 e fu coautrice di diversi libri scritti a quattro mani con il marito. Nel 1933 si risposò con la zoologa Katharina Berger. Nel 1936 Heinroth fu eletto membro della Leopoldina.
Oskar Heinroth morì il 31 maggio 1945 all'età di 74 anni, pochi mesi dopo la devastazione dell'Acquario di Berlino. Cedette alle complicanze di una polmonite contratta all'inizio dell'anno mentre tentava di spegnere un incendio allo zoo, ma anche per essere rimasto all'interno di umidi rifugi antiaerei per molto tempo. Nonostante la malattia, aveva dato istruzioni su come soccorrere i feriti delle battaglie; d'altro canto avrebbe preferito uccidersi con delle capsule residue dall'ultima spedizione. Il carpentiere dello zoo gli costruì una bara con alcune porte recuperate dalle macerie dei bombardamenti. Dopo la cremazione, Oskar Heinroth fu sepolto il 15 agosto, nello zoo, il giorno della morte di Magdalena.

## Opere
- Beiträge zur Biologie, namentlich Ethologie und Psychologie der Anatiden. In: Verhandlungen des V. Internationalen Ornithologen-Kongresses in Berlin, 30. Mai bis 4. Juni 1910. Deutsche Ornithologische Gesellschaft, Berlin 1911, S. 559–702.
- Oskar Heinroth, Magdalena Heinroth: Die Vögel Mitteleuropas. In allen Lebens- und Entwicklungsstufen photographisch aufgenommen und in ihrem Seelenleben bei der Aufzucht vom Ei ab beobachtet, 4 Bände, Bermühler, Berlin 1924–1934.
- Aus dem Leben der Vögel. Durchgesehen und ergänzt von Katharina Heinroth. 2. verbesserte Auflage, Springer, Berlin, Göttingen, Heidelberg 1955 (= Verständliche Wissenschaft, Naturwissenschaftliche Abteilung, Bd. 34), englische Ausgabe 1958.